# Herwarth Walden
Herwarth Walden (Berlim, 1878 - Saratov, Volga, 1941), pseudônimo de Georg Levin foi um escritor, músico, editor, promotor e crítico das artes alemão, fundador da revista Der Sturm e principal popularizador do termo Expressionismo.

## Biografia
Casado de 1903 a 1912 com a importante poeta expressionista Else Lasker-Schüler, foi esta que sugeriu o seu pseudônimo e o título da sua revista, criada em 1910. Der Sturm foi proeminente na promoção dos experimentos mais radicais do Expressionismo.
Após a revista, em 1912, abriu uma galeria de arte homônima, divulgando em seu primeiro ano o grupo Der Blaue Reiter de Munique e os futuristas italianos.
No ano do lançamento da Der Sturm publicou composições musicais. De 1916 a 1931, Herwarth Walden publicou três romances e dez peças e um livro de poemas. Embora o seu trabalho criativo seja considerado de menor importância, sua obra ensaística é considerada muito elucidativa com relação ao momento vanguardista vivido na Alemanha de então, e inclui Das Begriffliche in der Dichtung e Kritik der vorexpressionistischen Dichtung (publicados em Der Sturm, 1918), Die neue Malerei(Der Sturm, 1920) e Die dichtung als Wortkunst (Der Sturm, 1921).
Em 1932 ele dirigiu-se para Moscou, onde viverá exilado da Alemanha, em função da ascensão de Hitler e do pensamento comunista do autor.
É notória a contribuição de Walden ao Expressionismusdebatte (ou Realismusdebatte) pelo seu tratado Vulgär-Expressionismus, que apareceu em fevereiro de 1938 em Das Wort (editada por Brecht, Lion Feuchtwanger, e Willi Bredel de 1901-64). Com relação à polêmica noção que envolveu autores como Lukács de que o Expressionismo preparou o caminho para o fascismo, Walden a rejeitou fortemente em seus ensaios  .
Vítima também dos expurgos de Stalin, Herwarth Walden foi deportado para Saratov em 1940 ou 41, morrendo em circunstâncias obscuras no ano de 1941.

## Obra
- Der Sturm (Revista, 1910–1932)

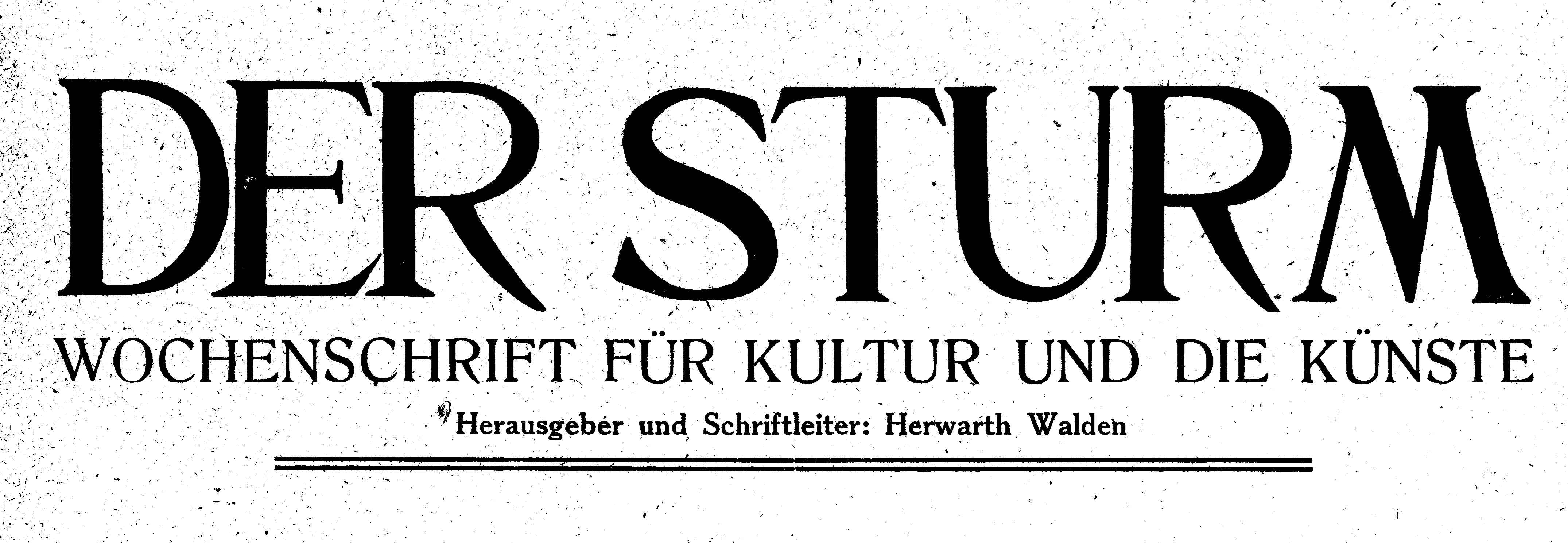
Der Sturm. Editor: Herwarth Walden

- Dafnislieder für Gesang und Klavier (Canções, 1910)
- Das Buch der Menschenliebe (Romance, 1916)
- Die Härte der Weltenliebe (Romance, 1917)
- Kind (Drama, 1918)
- Menschen (Drama, 1918)
- Unter den Sinnen (Romance, 1919)
- Die neue Malerei (Ensaios, 1920
- Glaube (Drama, 1920
- Einblick in Kunst (Ensaios, 1920)
- Sünde (Drama, 1920)
- Die Beiden (Drama, 1920)
- Erste Liebe (Drama, 1920)
- Letzte Liebe (Drama, 1920)
- Im Geschweig der Liebe (Poemas, 1925)
- Vulgär-Expressionismus (Ensaios, 1938)